# Началото на една ваканция
„Началото на една ваканция“ е български игрален филм (семеен) от 1966 година на режисьора Зако Хеския, по сценарий на Герчо Атанасов по повестта му „Ваканция на изненадите“. Оператор е Тодор Стоянов. Музиката във филма е композирана от Борис Карадимчев. Автор на стиховете е Стефан Цанев.

## Сюжет
През първите дни на лятната ваканция група гимназисти отиват край една воденица. Там плуват, забавляват се и танцуват. Петьо хвърля бомба във водата за да улови риба. Елка не одобрява постъпката му и казва на директора на гимназията. Между Петьо и Елка е пламнала искрата на първата любов, но те не смеят да си го признаят и не знаят как да го изразят... Петьо започва да се среща с друго момиче, Мая. Тя го харесва отдавна и иска да го скара с Елка. Тримата отново отиват при воденицата. Мая обвинява Елка за постъпката ѝ. Елка се опитва да се защити, но вижда, че е трудно да бъде разбрана и си тръгва сама край реката...

## Актьорски състав
- Диляна Бъчварова (като Дили Бъчварова) – Елка
- Мая Драгоманска – Мая
- Крум Ацев – Петьо
- Катя Филипова – Добрина
- Райко Бодуров – Тома
- Тодор Павлов – Тромпета
- Елисавета Донева – Елисавета
- Боян Попов – Васьо
- Людмил Тупанков – Газдата
- Стоян Купенов – Трайчо
- Ася Барбова
- Виолета Тешева
- Любка Бачева
- Весел Рогев
- Анета Спасова
- Зоя Влакова
- Мария Георгиева
- Георги Ташков
- Петко Иванов
- Жени Филипова
- Саша Петрова
- Любомир Абаджиев
- Николай Джеджев
- Елена Колева
- Георги Русев
- Иван Янчев